# Rhomballichthys punctatus
Rhomballichthys punctatus is een buikharige uit de familie Chaetonotidae. Het dier komt uit het geslacht Rhomballichthys. Rhomballichthys punctatus werd in 1917 voor het eerst wetenschappelijk beschreven door Greuter. 